# Missione pericolosa (serie televisiva)
Missione pericolosa  (Dangerous Assignment) è una serie televisiva statunitense in 39 episodi trasmessi per la prima volta nel corso di una sola stagione dal 1951 al 1952.
È una serie di spionaggio incentrata sulle vicende di Steve Mitchell, corriere diplomatico in giro per il mondo intento a risolvere intrighi internazionali ai danni degli Stati Uniti.

## Personaggi e interpreti
- Steve Mitchell, interpretato da Brian Donlevy.

### Guest star
Tra le  guest star: Ben Astar, Frank Lackteen, Lynne Roberts, Frank Gerstle, Steve Pendleton, Roland Varno, Arthur Space, Ralph Moody, Ivan Triesault, Walden Boyle, Lyle Talbot, John Dehner, Wyott Ordung, Bruce Lester, Michael Ansara, Douglas Rupert Dumbrille.

## Produzione
La serie, ideata da Robert C. Dennis, fu prodotta da Donlevy Development Company Inc. e NBC.  Le musiche furono composte da Von Dexter.

### Registi
Tra i registi sono accreditati:
- Bill Karn in 17 episodi

### Sceneggiatori
Tra gli sceneggiatori sono accreditati:
- Robert Ryf in 24 episodi
- Al C. Ward in 11 episodi
- Adrian Gendot in 9 episodi
- Russ Bender in 2 episodi
- Charles R. Condon in 2 episodi
- Sherman L. Lowe in 2 episodi
- Phil Sudano
- Arthur Towe

## Distribuzione
La serie fu trasmessa negli Stati Uniti dal 1951 al 1952 sulla rete televisiva NBC. In Italia è stata trasmessa con il titolo Missione pericolosa.

## Episodi
| Stagione       | Episodi | Prima TV USA |
| -------------- | ------- | ------------ |
| Prima stagione | 39      | 1951-1952    |